# سیارک ۱۷۹۹

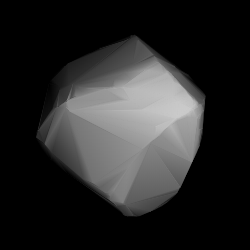
مدل سه‌بُعدی سیارک ۱۷۹۹ بر طبق منحنی نور آن

سیارک ۱۷۹۹ (به انگلیسی: 1799 Koussevitzky، نامگذاری:1950OE) هزار و هفتصد و نود و نهمین سیارک کشف شده‌است که در ۲۵ ژوئیه ۱۹۵۰ کشف شد.
قدر مطلق سیارک برابر ۱۰٫۹۰ است.